# Abbaye de Chassagne
L’abbaye de Chassagne est une ancienne abbaye cistercienne, fondée au XIIe siècle par des cisterciens de l'abbaye de Saint-Sulpice, et qui était située sur le territoire de l'actuelle commune de Crans, dans le département de l'Ain.

## Toponymie et localisation
Il est courant, dans le vocable des grands défrichements médiévaux, de rappeler, dans le toponyme d'un champ, d'un village ou un monastère, la nature des arbres coupés pour l'établir. En l'occurrence, « chassagne » fait référence au chêne.
L'abbaye est située dans une combe donnant vers l'ouest, à environ deux kilomètres et demi du village de Crans, sur le ruisseau dit « Fontaine aux moines », au sud-est du plateau des Dombes.

## Histoire

### Fondation
Dès 1145, il est fait mention de la grange cistercienne de Chassagne, dont le terrain a été offert aux moines de Saint-Sulpice par Étienne II de Villars, malade et qui souhaitait que les religieux prient pour lui,.
Mais il était évident pour le sire de Villars que ce don appelait la construction d'une abbaye. Parti en croisade en 1147, il en revient quelques années plus tard et constate que la construction de l'abbaye n'a pas commencé. De rage, il envoie ses troupes qui brûlent grange et récoltes. La paix n'est effective entre l'abbé de Saint-Sulpice et Étienne qu'en 1158. À cette date, le sire de Villars fait amende honorable, approuvée par l'archevêque de Lyon Héraclius de Montboissier, ce qui pousse l'abbé à accomplir sa promesse. La première pierre de l'abbaye de Chassagne est posée le jour de la Toussaint 1162. Le site comprenait entre autres une forêt et un étang,.

### Au Moyen Âge
L'abbaye achevée, Étienne II s'y fit enterrer à sa mort en 1186. L'abbaye, cependant, ne se développe pas beaucoup, ne fondant aucune abbaye fille et ne comptant qu'un petit nombre de moines.
Aux XIVe siècle, une importante charge échoit à l'abbaye. Le pont de la Guillotière, situé à Lyon, est alors construit en bois. Par mesure de sécurité et de durabilité, l'archevêque de Lyon, Pierre de Savoie, avait ordonné en 1308 sa construction en pierre par les religieux de l'abbaye d'Hautecombe, ainsi que la gestion de l'Hôtel-Dieu. Mais ceux-ci, pressentant l'énormité de la tâche, demandent à ceux de la Chassagne de les remplacer, ce qui est fait le 15 décembre 1314. Très rapidement, les cisterciens sont ruinés par le chantier ; ils demandent à la ville de Lyon de reprendre le chantier du pont et ne conservent que l'hôpital.

### La commende
Comme l'immense majorité des abbayes européennes, celle de Chassagne tombe en commende à la Renaissance. Son déclin est alors irrémédiable. Au XIXe siècle Frédéric Marchand écrit à ce propos : 

« Chassagne continuait à se consumer dans une lente et terne agonie ; elle ne recrutait qu’avec peine quelques membres dont la vocation, plus ou moins douteuse, précipitait son déclin. Les commendataires n’y résidaient plus, plusieurs même n’y parurent jamais. [...] Quel admirable dévouement que celui des prieurs, forcés de s’ingénier pour faire respecter la règle, procurer à leur communauté le nécessaire et l’abriter parfois sous des masures, tandis que de fastueux abbés dépensaient, en pure perte, les revenus du monastère ! »

Elle est reconstruite sous l'abbatiat d'Henri des Essarts de Mignieux, en 1677. Mais le déclin est fort avancé à cette période, l'abbaye ne comptant plus que de trois à cinq moines jusqu'en 1789. L'évêque de Belley Mgr de Quincey souhaite en 1767-1768 la réunir à sa maison-mère de Saint-Sulpice, à des fins d'enrichissement personnel, mais ce projet n'aboutit pas.

### L'abbaye après la Révolution
Les moines (alors au nombre de cinq : Antoine Sauvaire, prieur ; Clément Jacquin ; Étienne Jullien de Villeneuve ; Jacques et Anet Dupraz de Vertamy) sont chassés en octobre 1790, contre la promesse non tenue d'une compensation financière. Les bâtiments sont vendus comme bien national le 31 mai 1791, acquis par le sieur Montessuy de Chalamont, et très rapidement partiellement détruits. La forêt (trois cents hectares) est également saisie et vendue.

## Architecture et description
Il subsiste actuellement :
- le moulin
- l'hôtellerie bâtie au XVIIIe siècle
- la chapelle Sainte-Catherine (datant du XIVe siècle) a été transformée en habitation[6]
- le portail de l'église est transporté à Meximieux où il est placé à l'entrée de la chapelle des pénitents ;
- une statue en bois de Marie de Magdala est apportée à l'église de Loyes[11].

## Filiation et dépendances
Chassagne est fille de l'abbaye de Saint-Sulpice.

## Abbés
- Jean des Essarts actif en 1666[12]